# Chrysotus emarginatus
Chrysotus emarginatus är en tvåvingeart som beskrevs av Van Duzee 1928. Chrysotus emarginatus ingår i släktet Chrysotus och familjen styltflugor.
Artens utbredningsområde är Iowa. Inga underarter finns listade i Catalogue of Life.